# 镇城
镇城（1987年2月5日—），全名黄镇城，是一位越南喜剧演员、演员、电视台主要主持人。

## 故事
镇城在胡志明市出生和长大，父亲来自广东，母亲来自前江。镇城在戏剧与电影大学学习表演。

## 个人生活
镇城会说英语、越南语、粤语和官话。他于2016年12月25日在胡志明市与韩越歌手兼演员贺利·阮结婚。